# Omphale straminea
Omphale straminea är en stekelart som beskrevs av Christer Hansson 1996. Omphale straminea ingår i släktet Omphale och familjen finglanssteklar. Inga underarter finns listade i Catalogue of Life.